# Andor Kozma

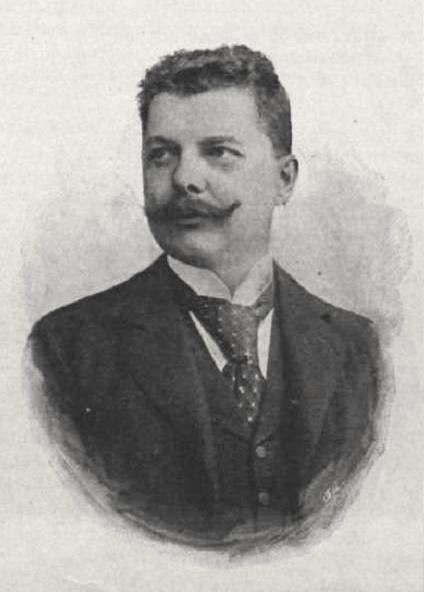
Andor Kozma

Andor Kozma, född 12 januari 1861 i Marcali, Kungariket Ungern, Kejsardömet Österrike, död 16 april 1933 i Budapest, var en ungersk poet och publicist.
Kozma visade som lyrisk och episk diktare utpräglat politisk-nationell läggning och utmärkt språkbehandling och var därjämte känd som skarp satiriker och en av landets bästa essäister. Bland hans många diktsamlingar märks särskilt Magyar symphoniák (Ungerska symfonier; 1909). Han utgav även flera samlingar av noveller och litterära essäer.